# Štajerska cesta, Ljubljana
Štajerska cesta je ena izmed cest v Ljubljani in ljubljanskih vpadnic.

## Zgodovina
Najprej je bila leta 1981 zgrajena tako imenovana Črnuška vpadnica in servisna cesta do Dunajske ceste.
Del te je bila štiripasovna, takrat določena kot hitra cesta, od križišča z Zasavsko cesto na Črnučah do takrat priključka Tomačevo, današnjega krožišča Tomačevo. Od leta 2002 je ta odsek imenovan Štajerska cesta in je v Upravljanju Direkcije RS za infrastrukturo kot glavna cesta G2-104, odsek 0295/0795 v dolžini 3687 m.
Oktobra 1996 je bil zgrajen odsek hitre ceste med Šmartinsko in Dunajsko cesto s krožiščem Tomačevo, in servisna cesta je postala dejansko servisna, vzporedna s hitro cesto.
Leta 2010 je MO Ljubljana končala izgradnjo Štajerske ceste od krožišča Tomačevo do rondoja Žale, ki je prav tako štiripasovnica.

### Zanimivost
Leta 2009 je mestni svet MOL na predlog občinskega svetnika Petra Božiča sprejel odlok, s katerim so del Štajerske ceste preimenovali v Titovo cesto. 4. oktobra 2011 je Ustavno sodišče Republike Slovenije razsodilo, da je bilo poimenovanje ceste po Titu protiustavno in da se mora drugi člen Odloka o določitvi in spremembi imen in potekov cest in ulic na območju Mestne občine Ljubljana (Uradni list RS, št. 44/09) odpraviti.

## Urbanizem
Cesta poteka od rondoja Žale preskoči rondo Tomačevo, ki je nad hitro cesto H3 (ljubljansko severno obvoznico), do križišča s Šlandrovo in Brnčičevo cesto pred Črnučami, do križišča z Dunajsko in Zasavsko cesto na Črnučah, od tod se nadaljuje ob robu osamelca Rašice preko v naravi neznatnega prevala z Ljubljanskega polja na Kamniškobistriško polje, kjer leži zaselek Dobrava pri Črnučah. Od tod se Štajerska cesta nadaljuje še nekaj 100 m, ko prečka občinsko mejo in vstopi v Občino Trzin z imenom Ljubljanska cesta. 
Cesta prečka reko Savo, na njo pa se priključijo, od severa proti jugu, Dunajska cesta, Zasavska cesta, Šlandrova ulica in Brnčičeva ulica ter Božičeva in Kranjčeva ulica in na koncu še Linhartova cesta.

## Javni potniški promet
Po Štajerski cesti potekajo trase mestnih avtobusnih linij št. 13, 18, 19B in 19I. Na  cesti sta dve postajališči mestnega potniškega prometa.   

### Postajališča MPP
| postajališče     | št. linije |
| ---------------- | ---------- |
| 203221 Kranjčeva | 19B, 19I   |

| postajališče     | št. linije |
| ---------------- | ---------- |
| 103182 Štajerska | 13, 18     |